# Milánó–Bergamo-vasútvonal
A Milánó–Bergamo-vasútvonal egy  km hosszú, normál nyomtávolságú vasútvonal Olaszországban, Milánó és Bergamo között. A vonal 3000 V egyenárammal villamosított, fenntartója az RFI.